# Franz Ludwig
Franz Ludwig (XIX/XX wiek) – urzędnik, działacz społeczny, polityk niemiecki, członek partii Centrum, wieloletni i zasłużony dla miasta burmistrz Kłodzka w latach 1915–1933.

## Życiorys
Pochodził ze znanej kłodzkiej rodziny chłopskiej, z której wywodził się między innymi Anton Ludwig, wielki dziekan kłodzki. Po skończeniu procesu edukacji, pracował jako urzędnik w rodzinnym mieście. Wstąpił w szeregi katolickiej Partii Centrum. Poza tym zajmował się zbieraniem źródeł i fotografii dotyczących ziemi kłodzkiej, której ukoronowaniem było wydanie na przełomie 1896 i 1897 roku książki zatytułowanej Die Grafschaft Glatz in Wort und Bild, opisującej historię miast hrabstwa, w tym także zmian zachodzących w nich z końcem XIX wieku.
Na początku XX wieku wszedł w skład władz miejskich, zostając powołany w 1904 roku na urząd drugiego burmistrza (zastępcy), którą pełnił nieprzerwanie do 1915 roku. W tym czasie miały miejsce dalsze przeobrażenia urbanistyczne w mieście, które związane były z likwidacją pod koniec XIX wieku bram i murów miejskich. Za jego sprawą założono w Kłodzku w 1912 roku zakład ubezpieczeń, a w latach 1912–1915 wybudowano na miejscu dawnych koszar nową szkołę publiczną. Ostatnia inwestycja zbiegła się z wybuchem I wojny światowej w 1914 roku. Mimo że Kłodzko znajdowało się z dala od frontu, z czasem również i w mieście odczuto jej skutki, zwłaszcza od 1915 roku, kiedy zaczęto racjonować żywność. Zbiegło się to z odejściem ze stanowiska pierwszego burmistrza Alexandra Kolbego, którego miejsce zajął Ludwig.
Początki jego rządów jako pierwszego burmistrza były bardzo trudne. Nadal racjonowano żywność, a skutki wojny były coraz bardziej dotkliwe dla mieszkańców, co radykalizowało ich postawę. W 1918 r. Kłodzku doszło do próby przejęcia koszarów i komendantury wojskowej przez powracających z frontu żołnierzy, którą udaremniono bez rozlewu krwi. Jedynie autorytet Franza Ludwiga uspokoił częściowo nastroje społeczne. Mimo abdykacji cesarza Wilhelma II, zniesienia monarchii w Niemczech oraz wprowadzenia ustroju republikańskiego utrzymał stanowisko pierwszego burmistrza.
Po wyprowadzeniu miasta z kryzysu na początku lat 20. XX wieku, nastąpiła jego rozbudowa, w wyniku której powstało osiedle Krzyżna Góra na prawym brzegu Nysy Kłodzkiej oraz dzielnica willowa wzdłuż obecnej ulicy Reymonta. W 1924 roku na własność miasta przeszły gazownia, elektrownia, wodociągi oraz dworce kolejowe. Na początku lat 30. XX wieku rozpoczęto budowę nowego osiedla domków jednorodzinnych na północ od twierdzy głównej. W tym czasie miał miejsce wzrost popularności w Kłodzku dla partii nazistowskiej, która wprowadziła swoich przedstawicieli do władz miejskich i zmierzała do przejęcia pełni władzy przez zastraszanie członków innych partii i magistratu. Między innymi 15 kwietnia 1933 roku uwięziono Franza Ludwiga. Niedługo potem, ponieważ 26 kwietnia 1933 roku zrezygnował on ze stanowiska pierwszego burmistrza na rzecz swojego zastępcy Konrada Goebela. Pozostał jednak w składzie magistratu, złożonego z 2 członków Centrum i 4 przedstawicieli NSDAP. Ostatecznie pod naciskiem wycofał się z czynnego życia publicznego w 1936 roku.